# John Bryan (Szenenbildner)
John Bryan (* 12. August 1911 in London; † 10. Juni 1969 in Surrey, England) war ein britischer Filmarchitekt und Filmproduzent, der sowohl einen Oscar als auch einen BAFTA Film Award für das beste Szenenbild gewann.

## Leben
Bryan begann seine Tätigkeit als Artdirector und Szenenbildner 1934 beim Film Colonel Blood sowie 1937 bei dem von Alexander Korda produzierten und von William Cameron Menzies inszenierten Science-Fiction-Film Was kommen wird. Später war er darüber hinaus als Filmproduzent tätig und wirkte insgesamt an der Herstellung von 45 Filmen mit.
Seine erste Oscarnominierung für das beste Szenenbild erhielt er 1947 für den Farbfilm Caesar und Cleopatra (1946), einer unter der Regie von Gabriel Pascal mit Claude Rains, Vivien Leigh und Stewart Granger in den Hauptrollen entstandenen Verfilmung des gleichnamigen Theaterstücks von George Bernard Shaw.
Bei der Oscarverleihung 1948 gewann er gemeinsam mit Wilfred Shingleton den Oscar in dieser Kategorie und zwar für den Schwarzweißfilm Geheimnisvolle Erbschaft (1946), einem nach dem Roman Große Erwartungen von Charles Dickens inszenierten Filmdrama von David Lean mit John Mills, Valerie Hobson und Tony Wager.
Einen weiteren Erfolg hatte Bryan, der 1959 Mitglied der Jury bei den Internationalen Filmfestspielen in Berlin war, mit der szenischen Ausstattung des Farbfilms Becket (1964) von Peter Glenville nach dem Bühnenwerk Becket oder die Ehre Gottes von Jean Anouilh mit Richard Burton, Peter O’Toole und John Gielgud in den Hauptrollen: Hierfür gewann er zusammen mit Maurice Carter, Patrick McLoughlin und Robert Cartwright den BAFTA Film Award für das beste Szenenbild und erhielt darüber hinaus bei der Oscarverleihung 1965 seine zweite Nominierung für den Oscar für das beste Szenenbild in einem Farbfilm.

## Filmografie (Auswahl)

### Filmarchitekt
- 1934: Colonel Blood
- 1937: Was kommen wird (Things to Come)
- 1937: The Song of the Road
- 1938: Der Roman eines Blumenmädchens (Pygmalion)
- 1940: Major Barbara
- 1943: The Adventures of Tartu
- 1946: Gefährliche Reise (Caravan)
- 1947: Root of All Evil
- 1948: Oliver Twist
- 1968: Die große Katharina (Great Catherine)

### Produzent
- 1952: Der Unwiderstehliche (The Card)
- 1953: Sein größter Bluff (The Million Pound Note)
- 1954: Flammen über Fernost (The Purple Plain)
- 1956: Der spanische Gärtner (The Spanish Gardener)
- 1957: Der Mann im Feuer (Windom’s Way)
- 1958: Des Pudels Kern (The Horse’s Mouth)
- 1963: Picknick um Mitternacht (Tamahine)
- 1966: Jagt den Fuchs! (Caccia alla volpe)
- 1968: Zwischen Beat und Bett (The Touchables)

## Auszeichnungen
- 1948: Oscar für das beste Szenenbild in einem Schwarzweißfilm
- 1965: BAFTA Film Award für das beste Szenenbild